# Michele Giardiello
Michele Giardiello (Acerra, 19 dicembre 1956) è un politico italiano.

## Biografia
Fu eletto per due legislature deputato della Repubblica Italiana nella XII, XIII legislatura nelle file del Partito Democratico della Sinistra nel 1994 e nel 1996
Prima di approdare in parlamento, è stato funzionario della società di trasporti SITA s.p.a. nonché diverse volte consigliere comunale ad Acerra per il PCI di allora, in seguito DS. Attualmente è direttore della Fondazione "Filippo Caracciolo" dell'ACI.